# Channay
Channay település Franciaországban, Côte-d’Or megyében. Lakosainak száma 59 fő (2022. január 1.). Channay Vertault, Villedieu, Griselles, Nicey, Arthonnay és Cruzy-le-Châtel községekkel határos.

## Népesség
A település népességének változása:
| Lakosok száma | 106  | 68   | 70   | 67   | 62   | 62   | 64   | 63   | 61   | 59   |
|               | 1968 | 1982 | 1990 | 2006 | 2013 | 2015 | 2017 | 2019 | 2020 | 2022 |